# منتخب الصين لهوكي الجليد
منتخب الصين الوطني لهوكي الجليد هو منتخب وطني يمثل الصين في منافسات هوكي الجليد الدولية، بدأ منافساته في سنة 1972، نافس في بطولة العالم لهوكي الجليد 33 مرة، كما نافس في الألعاب الآسيوية الشتوية 8 مرات، وفاز مرتين بالميدالية الذهبية و3 مرات بالميدالية البرونزية في الألعاب الآسيوية الشتوية، يحتل حالياً التصنيف الثالث والثلاثين على العالم.